# توري بيريتي كايتلارو (بافيا)
توري بيريتي كايتلارو (بالإيطالية: Torre Beretti e Castellaro)‏ هي بلدة تقع في مقاطعة بافيا بإقليم لومبارديا في شمال إيطاليا. تبلغ مساحة هذه المدينة 17.5 (كم²)، وترتفع عن سطح البحر 89 م، بلغ عدد سكانها 604 نسمة في عام 2004 حسب إحصاء المعهد الوطني للإحصاء.

## السكان
في سنة 1861 بلغ عدد السكان 1٬528 نسمة، وتطور العدد ليصل في سنة 2011 لـ 588 نسمة.
يظهر هذا المخطط البياني تطور النمو السكاني لـ توري بيريتي كايتلارو (بافيا)